# Chaillac
Chaillac is een gemeente in het Franse departement Indre (regio Centre-Val de Loire). De plaats maakt deel uit van het arrondissement Le Blanc. Chaillac telde op 1 januari 2022 1.031 inwoners.

## Geografie
De oppervlakte van Chaillac bedroeg op 1 januari 2022 59,79 vierkante kilometer; de bevolkingsdichtheid was toen 17,2 inwoners per km².

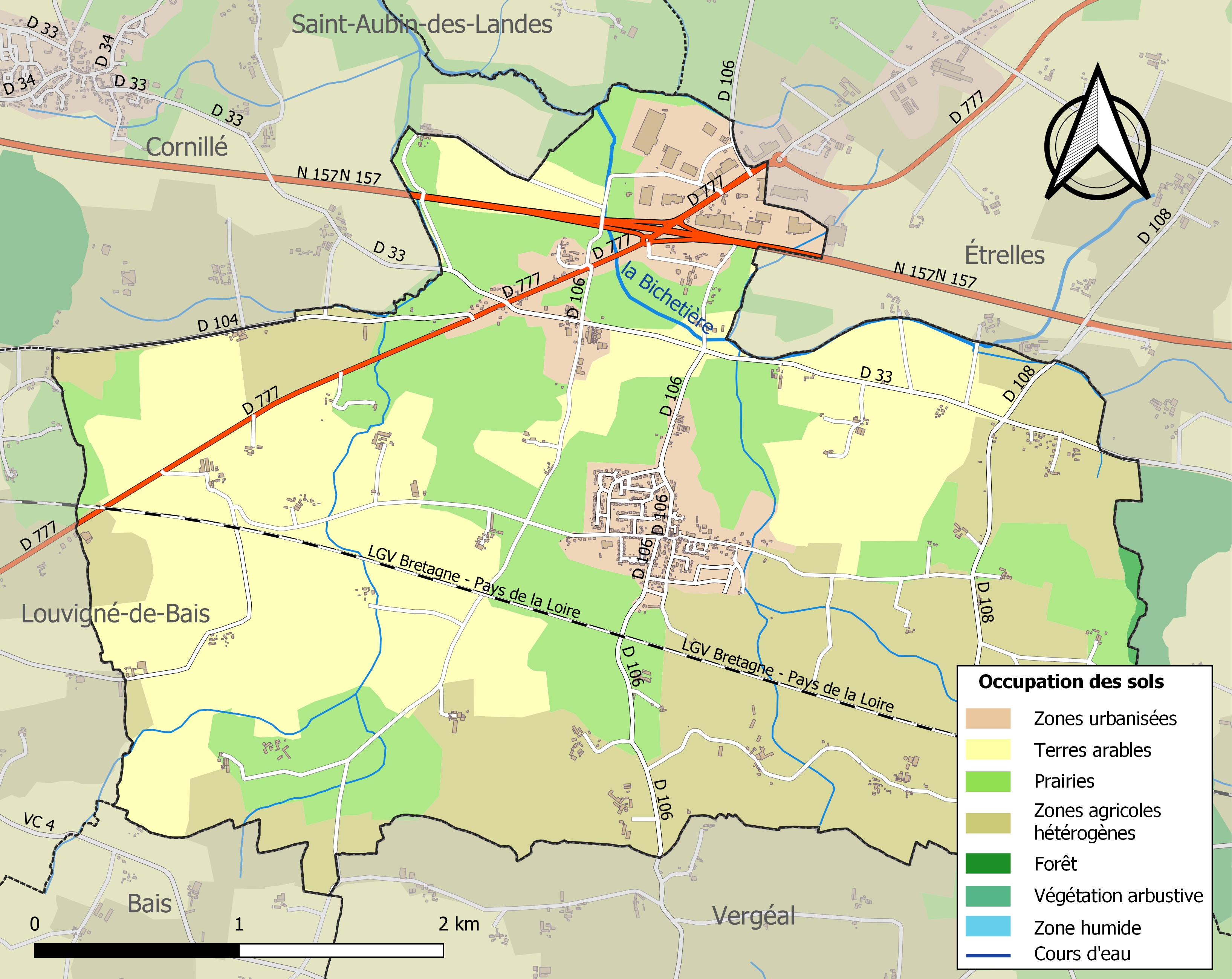
Kaart van de gemeente met belangrijkste infrastructuur, bodemgebruik en omliggende gemeenten

## Demografie
Onderstaande figuur toont het verloop van het inwonertal (bron: INSEE-tellingen).